# Gretchen Wyler
Gretchen Wyler (* 16. Februar 1932 in Bartlesville, Oklahoma als Gretchen Patricia Wienecke; † 27. Mai 2007 in Camarillo, Kalifornien) war eine US-amerikanische Schauspielerin.

## Leben
Sie gab 1956 ihr Fernsehdebüt. Es folgten zahlreiche Auftritte in Serien wie Dallas, Hart aber herzlich, Falcon Crest oder MacGyver. 1968 gab sie mit einer kleinen Rolle in Die Teufelsbrigade ihr Leinwanddebüt. Außerdem war die Schauspielerin eine bekannte Tänzerin am Broadway. 1986 gründete sie den Genesis Award.
Gretchen Wyler war von 1956 bis 1968 mit Shepard Coleman verheiratet. Sie starb 2007 an Brustkrebs.

## Filmografie
- 1955: Big Town (Fernsehserie, eine Folge)
- 1956: The NBC Comedy Hour (Fernsehserie, eine Folge)
- 1957–1958: The Phil Silvers Show (Fernsehserie, zwei Folgen)
- 1960: Diagnosis: Unknown (Fernsehserie, eine Folge)
- 1963: Gnadenlose Stadt (Naked City, Fernsehserie, eine Folge)
- 1968: Die Teufelsbrigade (The Devil’s Brigade)
- 1973–1974: Somerset (Fernsehserie)
- 1977–1978: On Our Own (Fernsehserie, 22 Folgen)
- 1978: Watch Your Mouth (Fernsehserie, eine Folge)
- 1978: Drei Engel für Charlie (Charlie’s Angels, Fernsehserie, Folge: Ein Engel als Medium)
- 1980: Schütze Benjamin (Private Benjamin)
- 1980: Küß’ ihn nicht beim ersten Date (Portrait of an Escort, Fernsehfilm)
- 1981: Search for Tomorrow (Fernsehserie)
- 1981: Was machst du, wenn du einen Elefanten triffst? (When the Circus Came to Town, Fernsehfilm)
- 1981: Ghost of a Chance (Kurzfilm)
- 1981: Mr. Merlin (Fernsehserie, eine Folge)
- 1981: It’s a Living (Fernsehserie, eine Folge)
- 1981: Hart aber herzlich (Hart to Hart, Fernsehserie, Folge Zaubertricks)
- 1981–1982: Dallas (Fernsehserie, acht Folgen)
- 1982: The Adventures of Pollyanna (Fernsehfilm)
- 1982: Disneyland (Fernsehserie, eine Folge)
- 1982: The New Odd Couple (Fernsehserie, eine Folge)
- 1983: Gimme a Break! (Fernsehserie, eine Folge)
- 1983: For Members Only (Fernsehfilm)
- 1983–1984: Chefarzt Dr. Westphall (St. Elsewhere, Fernsehserie, drei Folgen)
- 1984: Benson (Fernsehserie, eine Folge)
- 1984: Brothers (Fernsehserie, eine Folge)
- 1985: Remington Steele (Fernsehserie, eine Folge)
- 1985: Punky Brewster (Fernsehserie, eine Folge)
- 1985: Mary (Fernsehserie, eine Folge)
- 1987: Der letzte Seitensprung (The Last Fling, Fernsehfilm)
- 1987: California Clan (Santa Barbara, Fernsehserie, 14 Folgen)
- 1988: Probe (Fernsehserie, eine Folge)
- 1988: Tales from the Hollywood Hills: Closed Set (Fernsehfilm)
- 1988: Falcon Crest (Fernsehserie, zwei Folgen)
- 1989: MacGyver (Fernsehserie, eine Folge)
- 1990: Valerie (Fernsehserie, eine Folge)
- 1990: Babes (Fernsehserie, eine Folge)
- 1990: Wer ist hier der Boss? (Who’s the Boss?, Fernsehserie, eine Folge)
- 1991: Palace Guard (Fernsehserie, eine Folge)
- 1991: Die blonde Versuchung (The Marrying Man)
- 1992: Mann muss nicht sein (Designing Women, Fernsehserie, eine Folge)
- 1994: Love & War (Fernsehserie, eine Folge)
- 1994: The 5 Mrs. Buchanans (Fernsehserie, eine Folge)
- 1996: Ein nicht ganz perfekter Mord (Once You Meet a Stranger, Fernsehfilm)
- 1997: Friends (Fernsehserie, eine Folge)
- 1999: Männer ohne Nerven (Stark Raving Mad, Fernsehserie, eine Folge)
- 2000: Für alle Fälle Amy (Judging Amy, Fernsehserie, eine Folge)
- 2000: Providence (Fernsehserie, eine Folge)
- 2000: Chicken Soup for the Soul (Fernsehserie, eine Folge)